# 森順子 (拉致実行犯)
森 順子（もり よりこ、1953年（昭和28年）5月12日 - ）は、よど号グループのメンバー。夫はグループの最高指導者であった田宮高麿。日本生まれの在日朝鮮人。朝鮮民主主義人民共和国平壌直轄市三石区域在住。

## 人物・略歴
1953年（昭和28年）5月生まれ。父は在日朝鮮人、母は日本人。1977年11月、父親の遺骨を祖国の土に還してあげたいと北朝鮮へ渡り、関心があったよど号ハイジャック事件（1970年3月31日）のメンバーたちに会いたいと平壌滞在中に希望を出し、主犯格で「よど号グループ」（日本革命村）のリーダー田宮高麿と面会、翌年5月に結婚した。身長は163センチメートル。
1980年（昭和55年）、夫で「よど号グループ」のリーダー田宮高麿の命令で、若林盛亮の妻若林佐喜子とともに日本人男性2名の拉致犯罪にかかわった。1人は日本大学学生だった石岡亨（当時22歳）であり、大学卒業前、アルバイトで知り合った東京の同年代の男性と二人旅に出かけ、1980年3月、スペインのバルセロナの動物園へ行き、そこでバルセロナのテルミノ駅で声をかけてきた森順子、若林佐喜子と一緒に3人で写真を撮った。男性と石岡は、フランスのリヨンで1か月後に会う約束をして別れた。しかし、石岡はリヨンには現れなかった。4月、森と若林はマドリードを拉致工作の拠点として活動を始め、5月にはマドリード市内にアパートを借りた。石岡ともう1人の旅行者、京都外国語大学大学院生だった熊本市出身の松木薫（当時26歳）がそこに入り浸っており、さらに関西地方から姉妹で旅行していた2人もこれに加わり、森と若林とつくる手料理を食べて4人でトランプなどを行い、夜はそれぞれ自分のホテルに戻るような生活を送った。旅行者たちのうち姉妹連れは森順子から6人一緒のウィーン旅行を誘われたが断った。石岡と松木はウィーンから共産圏経由で北朝鮮に拉致されたものと考えられる。なお、石岡亨が所持していた日本旅券は北朝鮮の工作機関によって偽造パスポートの原本に利用され、同じ発効日で番号の異なる偽造旅券が北朝鮮工作員、「よど号グループ」の柴田泰弘、日本赤軍の戸平和夫が使用していたことが確認されている。松木薫、石岡亨、いずれも偽計による拉致であるが、どこから強制性がはたらいたかは不明である。松木には将来を誓った女性が日本にいて欧州滞在中も手紙のやりとりをしており、石岡は日本でパン作りをするという目的があっての旅であり、社会主義思想や北朝鮮という国家に特に興味や思い入れがあるわけではなかった。
1995年11月30日、前日まで元気だった夫の田宮が急死し、古くからの知人である高沢皓司は、この死に不審を持っている。
よど号メンバーが続々と帰国するなか、2006年2月、松木の姉によって逮捕監禁容疑で警視庁公安部に森順子と若林佐喜子に対する告発状が出され、受理された。さらに、2007年6月、森と若林は、欧州における日本人男性拉致事件の実行犯として警視庁公安部より結婚目的誘拐の容疑で逮捕状が出され、国際手配がなされた。日本政府は、北朝鮮に対し、両名の所在の確認と身柄の引き渡しを求めている。

## 子どもたち
- 田宮高麿と森順子の間には3人の子供がおり、2001年5月に長女（当時22歳）が、2004年1月に長男（当時20歳）が、2004年9月に次男（当時16歳）が日本に帰国している。
- 長男は1983年、北朝鮮生まれ[10]。平壌直轄市三石区域元新里の「日本革命村」で毎朝「10の誓い」を唱えて育った[10]。2011年4月に三鷹市議会議員選挙に市民の党から立候補（落選）[10][11][12][注釈 4]。
- 日本革命村で毎朝唱える「10の誓い」は、以下のような内容であった[12]。